# Spirembolus maderus
Spirembolus maderus là một loài nhện trong họ Linyphiidae.
Loài này thuộc chi Spirembolus. Spirembolus maderus được Ralph Vary Chamberlin miêu tả năm 1949.